# Phil Prendergast
Phil Prendergast (née Foley ; le 20 septembre 1959) est une femme politique du Parti travailliste irlandais qui est députée européenne (MPE) pour la circonscription du Sud de 2011 à 2014, cheffe du Parti travailliste au Seanad en 2011 et sénatrice pour le Panel du travail de 2007 à 2011.

## Jeunesse et vie privée
Phil Foley est née dans le comté de Kilkenny. Elle est sage-femme à l'hôpital général de South Tipperary pendant plus de 20 ans, après avoir suivi une formation à l'hôpital régional de Waterford. Elle est mariée à Ray Prendergast, infirmier psychiatrique, et a deux enfants.
Elle est une ancienne responsable de la section locale de l'Organisation irlandaise des infirmières et des sages-femmes, dont elle fait partie du conseil exécutif en 1994.

## Carrière politique
Prendergast siège au conseil municipal de Clonmel et au conseil du comté de South Tipperary de 1999 à 2007, où elle est élue à l'origine en tant que membre du Workers and Unemployed Action Group (WUAG).
Elle se présente pour la première fois aux élections au Dáil Éireann en juin 2001, au nom du WUAG lors de l'élection partielle de Tipperary South qui suit le décès de Theresa Ahearn. Elle recueille 7 897 votes de première préférence. En juin 2005, elle quitte le WUAG pour rejoindre le Parti travailliste. Elle est candidate travailliste aux élections générales de 2007 dans la circonscription de Tipperary Sud ; elle échoue mais est ensuite élue au Seanad par le Panel du travail.
Elle provoque une certaine controverse au sein de la section locale du Parti travailliste lorsqu'elle tente de nommer un membre de sa famille pour la remplacer au conseil.
Auparavant porte-parole du Parti travailliste pour les personnes âgées, Prendergast sert au Seanad en tant que porte-parole pour la santé, les arts et les sports, ainsi que pour les affaires sociales et familiales. Elle se présente sans succès aux élections générales de 2011 à Tipperary Sud, recevant près de 11,0 % des votes de première préférence.
En avril 2011, elle est choisie pour remplacer le député européen Alan Kelly, élu au Dáil Éireann lors des élections de 2011 pour Tipperary Nord,,.
Elle est impliquée dans une controverse avec la direction du Parti travailliste lorsqu'elle devient le premier membre du parti parlementaire à demander la démission du ministre de la Santé James Reilly, à la suite de l'annonce de l'implantation de centres de soins de santé primaires dans la circonscription du ministre.
Elle perd son siège aux élections du Parlement européen de 2014.